# 湯ノ沢駅
湯ノ沢駅（ゆのさわえき）は、樺太真岡郡真岡町に存在した樺太庁鉄道西海岸線の駅。

## 歴史
- 1928年（昭和3年）11月1日：開業[1]。
- 1941年（昭和16年）12月1日：駅休止。
- 1943年（昭和18年）4月1日：南樺太の内地化により、鉄道省に移管。同時に駅廃止。

## 隣の駅
樺太庁鉄道
西海岸線
明牛駅 - 湯ノ沢駅 - 手井駅